# اس‌جی اتوموتیو
اس‌جی اتوموتیو (انگلیسی: SG Automotive) شرکت خودروسازی چینی است، که در سال ۱۹۸۴ تأسیس شد.